# Lucía Fresco
Lucía Fresco (14 de maio de 1991) é uma voleibolista profissional argentina. 

## Carreira
Lucía Fresco em 2016 representou a Seleção Argentina de Voleibol Feminino nos Jogos Olímpicos de Verão no Rio de Janeiro, que foi 9º colocada.